# Baldwin Lonsdale
Balwin Jacobson Lonsdale (Mota Lava, 5 de agosto de 1948-Port Vila, 17 de junio de 2017) fue un político y sacerdote anglicano vanuatense que ocupó el cargo de presidente de Vanuatu desde el 22 de septiembre de 2014 hasta su muerte. Antes de ser presidente fue secretario general de la provincia de Torba en la isla de Mota Lava.

## Presidente

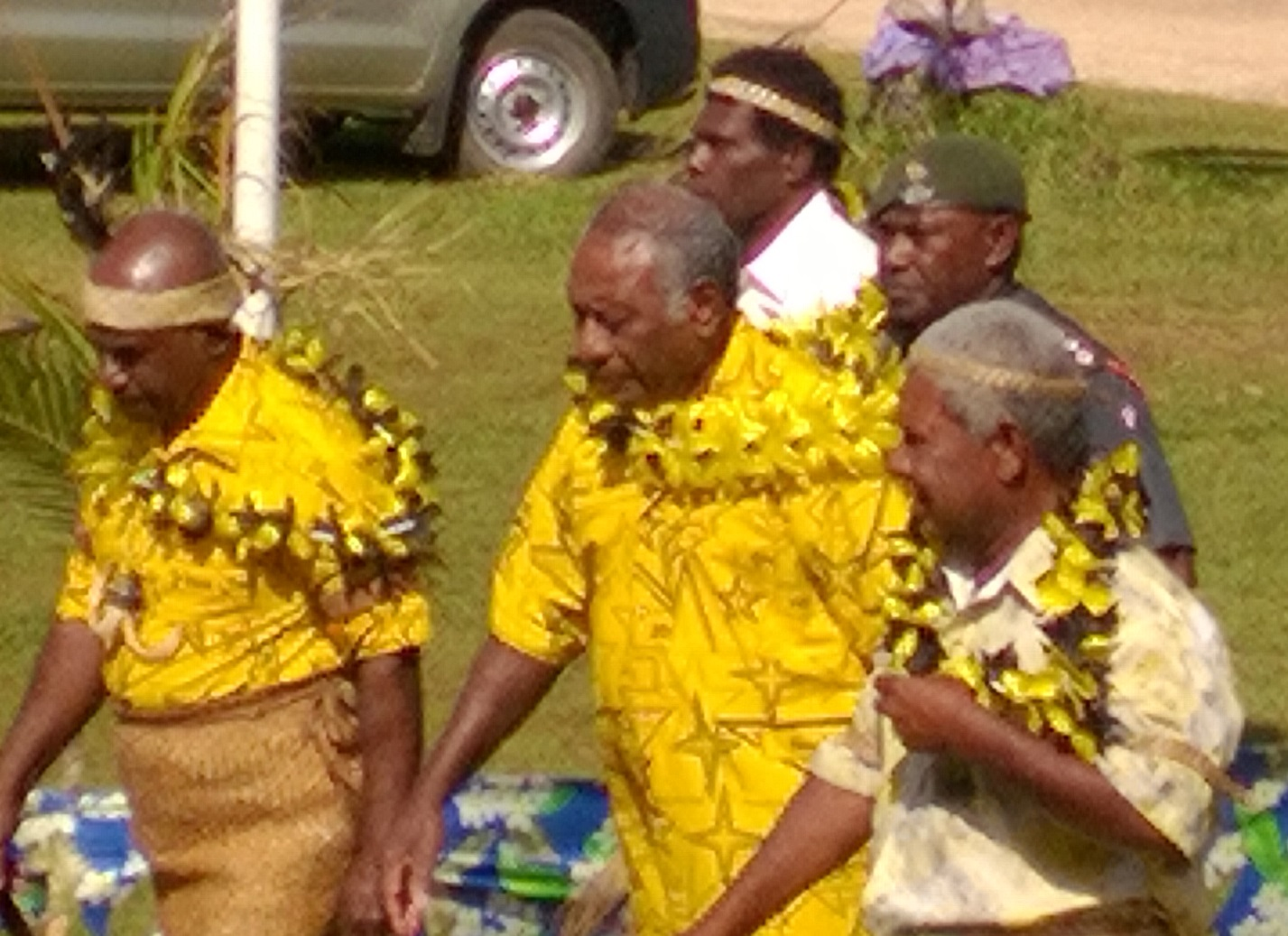
Baldwin Lonsdalier, segundo desde la izquierda (con camiseta amarilla) en la Asamblea General de la Iglesia Presbiteriana de Vanuatu de 2015

Fue elegido presidente en una elección indirecta con la votación de un colegio electoral formado por los miembros del parlamento y los gobernadores provinciales. Hicieron falta ocho rondas para que un candidato tuviese la mayoría suficiente por el desacuerdo entre el gobierno de Joe Natuman y la oposición; fue la votación más larga en la historia del país. Finalmente en la última votación obtuvo 46 votos de 58 posibles. Durante el tiempo que duraron las votaciones ocupó de forma interina la presidencia Philip Boedoro. Lonsdale en su primer discurso como presidente destacó la importancia del nombramiento para la provincia de Torba y su prioridad de mantener por encima de todo la constitución del país.
En marzo de 2015 durante la celebración de la Conferencia Mundial sobre Reducción de Riesgos por Desastres tras la devastación que provocó el ciclón Pam solicitó la ayuda internacional para la reconstrucción del país.
Falleció el 17 de junio de 2017 en el Port Vila Central Hospital de Vanuatu a la edad de 67 años, víctima de un ataque cardíaco.